# Okapi
Okapi (znanstveno ime Okapia johnstoni) je žival iz družine žiraf. Plečna višina odrasle živali znaša 180 cm, tehta pa do 250 kg in ima po nogah svetle proge. Te živali imajo do 30 cm dolg črn jezik, s katerim ta žirafja vrsta doseže oddaljene liste dreves in grmovja. Hrani se tudi z različnimi rastlinami in gobami. Okapiji živijo v Iturijskem gozdu v Kongu in sodijo med ogrožene živalske vrste.
Okapi živi samotarsko. Ob parjenju ostanejo samci in samice nekaj tednov skupaj. Brejost traja 15 mesecev. Mladič ostane dva tedna skrit v goščavi, mati pa ga divje brani pred plenilci. Po letu dni začnejo samcem rasti rogovi, ki zrastejo od 20 do 25 cm.

## Status
Okapije ogrožata uničevanje habitatov in krivolov. Med varstveno delo v Kongu spada preučevanje vedenja in načina življenja okapijev, kar je leta 1992 privedlo do ustanovitve Naravnega rezervata za okapije (Okapi Wildlife Reserve). Tako živali kot naravovarstvenike v rezervatu je ogrozila kongovska državljanska vojna.
8. junija 2006 so znanstveniki poročali o odkritju preživelih okapijev v kongovskem Narodnem parku Virunga, prvič po skoraj 50 letih.

## Videoposnetki
Videoposnetki Okapia johnstoni v Disneyevem živalskem kraljestvu
- Okapia johnstoni št. 1 (o datoteki)
- Okapia johnstoni št. 2 (o datoteki)
- Okapia johnstoni št. 3 (o datoteki)
- Okapia johnstoni št. 4 (o datoteki)
- Okapia johnstoni št. 5 (o datoteki)
- Okapia johnstoni št. 6 (o datoteki)
- Okapia johnstoni št. 7 (o datoteki)
- Okapia johnstoni št. 8 (o datoteki)
- Imate težave s predvajanjem? Na razpolago je pomoč za predstavnostno gradivo.